# Radio Plasencia
Radio Plasencia  es la emisora de radio  que la Cadena SER tiene en la ciudad de Plasencia (Cáceres)  y da cobertura las comarcas del norte de Extremadura , su sede se encuentra en la calle Santa Isabel, 4. Sus coordenadas de situación son: 40°01′44″N 6°05′31″O / 40.02889, -6.09194.
La Cadena Ser, de la que Radio Plasencia forma parte, pertenece a Unión Radio, la compañía que agrupa los activos radiofónicos del Grupo Prisa (entre los que se encuentran también las radiofórmulas Los 40, Los 40 Classic, Cadena Dial, Los 40 Dance y Radiolé).

## Equipo directivo
| Cargo             | Identidad               |
| Director          | Juan Carlos López Duque |
| Jefe informativos | José Luis Hernández     |
| Jefe de deportes  | Juan Carlos López Duque |

## Audiencia
En 2010 la Cadena SER, de la que Radio Plasencia, forma parte, es líder de audiencias de radio en España, con 4.700.000 oyentes diarios de lunes a viernes según los resultados del EGM correspondiente al primer trimestre de 2010. El segundo lugar lo ocupa Onda Cero, con 2.310.000 oyentes, le siguen RNE, con 1.388.000 oyentes, la COPE, con 1.251.000 oyentes y Punto Radio con 629.000 oyentes.

## Frecuencias
Desde Plasencia se pueden sintonizar únicamente la Cadena SER Radio Plasencia en 91.4 FM. Anteriormente hubo disponibles durante varios meses señal de LOS40 y/o Cadena DIAL en otras frecuencias. Se prevé que pueda volver LOS40

## Programación

### Programación local y autonómica
A nivel local y autonómica la emisora emite los siguientes programas:
| Programa              | Horario inicio | Horario fin           |
| Informativo Hoy x Hoy | 06:50          | 07:00                 |
| Informativo Hoy x Hoy | 07:20          | 07:30                 |
| Informativo Hoy x Hoy | 07:50          | 08:00                 |
| Informativo Hoy x Hoy | 08:20          | 08:30                 |
| Hoy por Hoy           | 12:20          | 14:00                 |
| Hora 14               | 14:07          | 14:30                 |
| Ser Deportivos        | 15:10          | 16:00                 |
| A Vivir Extremadura   | 12:00          | 14:00 (fin de semana) |

## Eventos patrocinados / en los que colabora (2009)
- Concurso de Cante Flamenco Mayorga Ciudad de Plasencia
- Prueba Non Stop
- Fiesta del cerezo en Flor Valle del Jerte
- Feria del Libro de la Ciudad de Plasencia
- Actos con Fundación Academia Europea de Yuste
- Actos con Asociación Cultural Placentina Pedro de Trejo